# はかた地どり
はかた地どり（はかたじどり）は福岡県の肉用ブランド鶏。地理的表示保護制度(GI)に登録されている。

## 概要
福岡県久留米市に本社を置く「農事組合法人 福栄組合」が、福岡県内10か所の農場（2022年時点）で育てているブランド地鶏である。

## 歴史
福岡県では江戸時代から養鶏がさかんに行われており、水炊きや筑前煮といった鶏肉を使用した郷土料理も多数ある。日本では1975年（昭和50年）ころより、安価なブロイラーによる養鶏が主流となり、「鶏肉の味が落ちた」との声も挙がるようになった。
福岡の郷土料理をより美味しくするための鶏肉の開発が福岡県農林業総合試験場で行われるようになり、3年の開発期間を経て1987年（昭和62年）に福岡在来の軍鶏をベースとして誕生した。地鶏の開発としては日本全国に先駆けた形となる。
2010年（平成22年）には、肉質を柔らかくとの要望に応えるかたちで現行のものへと改良が加えられた。これによって、郷土料理にとどまらず、唐揚げやソテーにも合う肉質となった。
2012年には地域団体商標を取得。
2017年には、はかた地どりの生産農場が食肉用の鶏としては日本初となる農場HACCPの認証を受けた。
2022年3月31日、地理的表示保護制度に登録される。

## 鶏種
初期開発型
- 軍鶏の雄と白色プリマスロックの雌を掛け合わせる。

2010年改良型
- 軍鶏の雄と横斑プリマスロックの雌を掛け合わせた雄に、白色プリマスロックの雌を掛け合わせる。

## 栄養価
はかた地どりのむね肉には、疲労回復や認知機能改善などに効果があるとされる機能性アミノ酸であるイミダゾールジペプチドが可食部100グラムあたり平均1800ミリグラム含まれている。この値は市販のブロイラーと比べて約1.5倍高い。イミダゾールジペプチドの含有量は秋季に高くなるものの、年間を通じて安定して数値となっている。飼育期間については、慣行の84日で出荷したものより、95日および103日で出荷したもののほうがイミダゾールジペプチドの含有量は増加している。
このイミダゾールジペプチドは水溶性であり、はかた地どりむね肉を蒸して調理した場合は生肉と比べてやや低くなるが、焼いたり揚げた場合には損失がない。
また、はかた地どりむね肉にはアンセリン、カルノシンという加齢で衰える認知機能をカバーするといわれる成分も含まれている。